# Ambrogio Magnaghi
Ambrogio Magnaghi (Milano, 27 dicembre 1912 – Milano, 1º febbraio 2001) è stato un pittore e architetto italiano, rappresentante dell'arte metafisico-surrealista.

## Biografia
Dopo essersi diplomato nel 1937 all'Accademia di belle arti di Brera (dove frequentò i corsi di Aldo Carpi), nel 1940 si laureò in architettura al Politecnico di Milano.
Nel 1937 aderì, con Bruno Cassinari e Aligi Sassu, al movimento facente capo alla rivista Corrente.
Dal 1946 al 1948 insegnò disegno dal vero a Brera. 
Circa duecento delle sue opere sono esposte, dal 2007, nel Museo diocesano di Milano.

## Opere principali
- La nascita dell'architettura, olio su tela (1951)
- La nuvola nera, olio su tela (1962)
- Macchina e natura, olio su tela (1975)
- Estate a Fià, acrilico su tela (1994)

## Critica
Il poeta statunitense Gustaf Sobin scrisse: «I dipinti di Ambrogio Magnaghi non rappresentano una realtà data quanto, piuttosto, propongono l'ambiente visionario di un'altra realtà ancora. Così nostalgici quanto ricchi di promesse, i dipinti di Magnaghi non raffigurano ciò che avviene qui quanto, piuttosto, ciò che accade là: siamo, cioè, ad un livello più elevato, in una prospettiva metafisica».